# Gyrotron
Een gyrotron is een bron van hoogvermogenmicrogolfstraling. Gyrotrons worden hoofdzakelijk gebruikt bij plasmafysisch onderzoek ten behoeve van de ontwikkeling van energie uit kernfusie.

## Geschiedenis
Het gyrotron kan beschouwd worden als een Russische uitvinding. Sovjet-Rusland speelde  in de zestiger en zeventiger jaren van de 20e eeuw een voortrekkersrol bij kernfusieonderzoek en microgolftechniek was daar ver ontwikkeld (van militair belang). Beide omstandigheden zullen een rol gespeeld hebben bij de ontwikkeling van gyrotrons als middel om plasma te verhitten.

## Techniek
Een gyrotron is een verre nazaat van de elektronenbuis, zoals die voor de komst van de transistor gebruikt werd in de elektronica en radiotechniek. Een gyrotron valt in de groep microgolfbronnen waar ook het magnetron en het klystron toe behoren.
De behuizing van een hoogvermogengyrotron bestaat uit een langwerpige vacuümruimte. Een gyrotron staat opgesteld in een elektromagneet. Bij de volgende beschrijving zullen we het gyrotron als verticaal opgesteld beschouwen. Het onderste deel is elektrisch geïsoleerd en bevat een gloeidraad. De gloeidraad zendt elektronen uit; deze constructie wordt het elektronenkanon genoemd. Dit deel is de kathode en wordt door een elektrische hoogspanningsvoeding op een negatieve spanning gehouden, die ca. −80 000 volt bedraagt.
Omdat het hoger gelegen deel geaard is worden de elektronen in bovenwaartse richting versneld. Omdat elektronen een elektrische (negatieve) lading bezitten worden zij door het aanwezige magnetische veld in een zorgvuldig bepaalde baan gedwongen. Op weg naar boven passeert de elektronenbundel een deel van het gyrotron, dat zich in het midden van de magneet bevindt. Dit kan worden beschouwd als het hart van het gyroton en wordt trilholte (Engels: cavity) genoemd. Door de wisselwerking van elektronenbundel, magneetveld en de vorm van de trilholte wordt een deel van de energie van de elektronenbundel omgezet in een microgolfbundel, die de trilholte aan de bovenzijde verlaat. Ook de elektronenbundel met restenergie verlaat de trilholte aan die zijde. De elektronenbundel wordt op de collector gedumpt. De microgolfbundel wordt vaak via speciaal gevormde spiegels zodanig aangepast dat die in de gewenste vorm (qua trillingsmode) het gyrotron via een vacuümvenster verlaat.

## Delen van het gyrotron

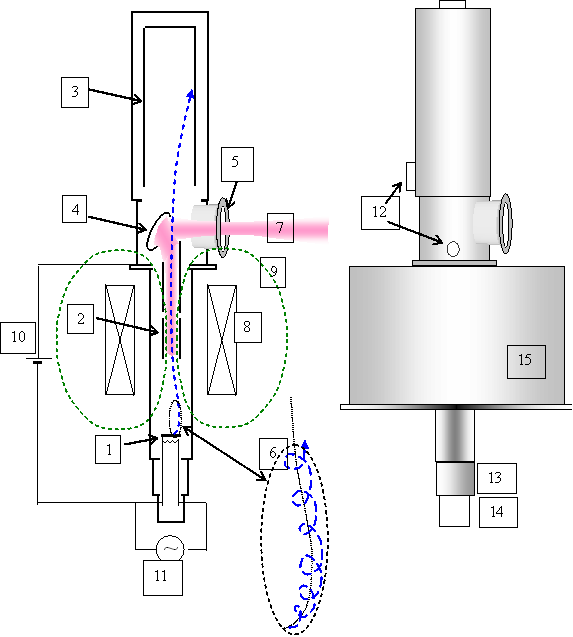
Delen van het gyrotron
1. kathode met gloeidraad
2. trilholte
3. collector
4. spiegels voor aanpassing van de trillingsvorm
5. vacuümvenster
6. elektronenbundel
7. microgolfbundel
8. magneetspoel
9. magnetische veldlijn
10. hoogspanningsvoeding
11. gloeistroomvoeding
12. koelwateraansluitingen
13. elektrische isolator
14. hoogspanningaansluitpunten
15. (supergeleidende) magneet

De trilholtewordt met grote precisie uit koper vervaardigd.
De collectorbestaat ook uit koper. Beide delen staan bloot aan een hoge warmtebelasting. De trilholte vanwege wisselstromen die in de wand opgewekt worden door de microgolven en de collector warmt op omdat de elektronenbundel met de restenergie erop neerploft. Deze componenten worden met forse koelwaterstromen gekoeld.
Het vacuümvensteris een elektrisch niet-geleidende plaat die microgolven doorlaat. In de loop der decennia is onder andere geëxperimenteerd met de materialen berylliumoxide en boriumnitride als venstermateriaal. Beide materialen warmen door het hoge microgolfvermogen zodanig op dat een gyrotron slechts enkele seconden op vol vermogen aangeschakeld kon zijn. Door toenemende vraag naar langere aanschakelduur werden vacuümvensters de bottleneck van de gyrotronontwikkeling totdat kunstmatig vervaardigde diamantschijven (diameter tot ca. 80 mm, dikte ca. 1,5 mm) de oplossing bleken te zijn. Dit materiaal blijkt weinig microgolfvermogen te absorberen en bovendien een uitstekende warmtegeleiding te hebben zodat opgewekte warmte aan de rand van de vensterschijf door koelwater afgevoerd kan worden.
De magneetBij gyrotronfrequenties boven de 30 GHz is de magneet van het supergeleidende type, omdat een conventionele magneet te heet zou worden en een magneetveld zou creëren dat niet voldoende constant zou zijn. Het benodigde magneetveld hangt nauw samen met de ontwerpfrequentie van het gyrotron.

## Rendement
Een gyrotron dat gebouwd is volgens de hierboven genoemde omschrijving heeft een rendement van ca. 30%. Dat wil zeggen dat om 1 megawatt aan microgolfvermogen te maken er 3 megawatt aan elektrische energie moet worden toegevoerd en 2 megawatt aan warmte via koelwater wordt afgevoerd. Door de constructie boven de trilholte aan te passen en andere elektrische potentialen aan de gyrotronelementen toe te voeren is het rendement te verhogen tot ca. 50%.

## Frequentie
De elektronen worden door de lorentzkracht in het magnetisch veld in een spiraalbaan gedwongen (vandaar gyro-tron, van Grieks: cirkel).
De rotatiefrequentie van de elektronen is recht evenredig met de sterkte van het magneetveld en omgekeerd evenredig met de massa van het elektron (zie de betreffende formules bij cyclotron). Doordat de elektronen door een relativistisch effect enigszins “in de pas” gaan lopen (hun massa neemt door hun hoge snelheid toe; zie ook relativiteitstheorie) verandert boven in de trilholte een deel van hun energie in microgolfvermogen. 
Daarom moet voor een hogere frequentie een hoger magnetisch veld toegepast worden.

## Fabrikanten
Het aantal bedrijven dat gyrotrons bouwt is zeer gering. Landen die gyrotrons bouwen zijn Rusland, Japan, VS, Frankrijk in samenwerking met Duitsland.

## Toepassing
Hoog vermogen gyrotrons worden toegepast bij vele testopstellingen voor kernfusieonderzoek. Gyrotrons met vermogens tot 2 megawatt en een frequentie van 170 GHz zijn van essentieel belang bij de nieuw te bouwen kernfusiereactor ITER. Kleinere gyrotrons worden gebruikt bij bijvoorbeeld het bakken van keramiek.